# HKS (цветовая модель)

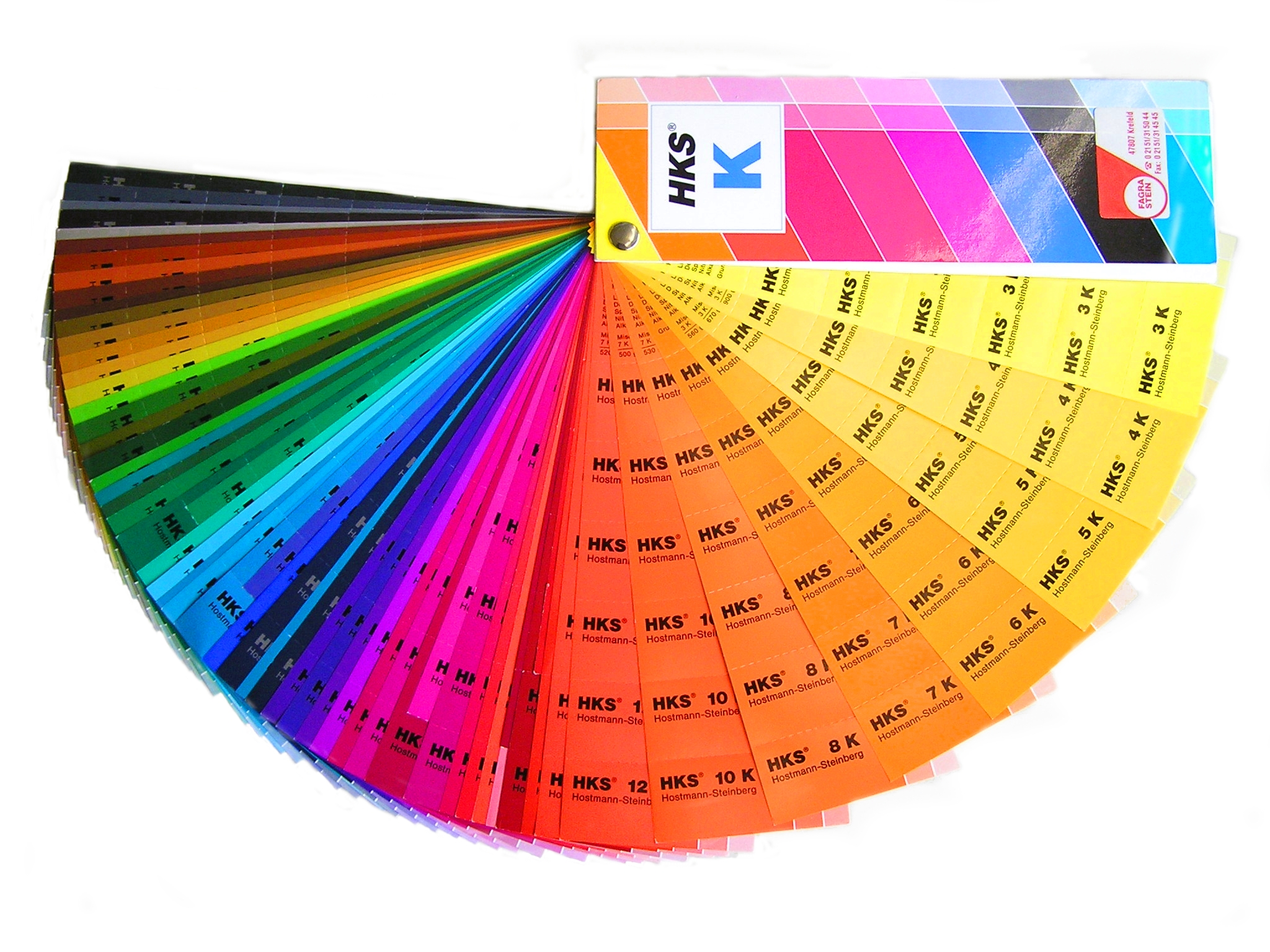
Веер цветов HKS.

HKS — цветовая модель, которая содержит 120 плашечных цветов и 3520 оттенков для мелованной и немелованной бумаги. HKS — аббревиатура из трех немецких производителей цветов: Hostmann-Steinberg Druckfarben, Kast + Ehinger Druckfarben и H. Schmincke & Co.
Модель HKS схожа с моделью Pantone и может использоваться в любом печатном издании для получения предсказуемых цветов. Как и в модели Pantone, в HKS есть цвета, которые невозможно воспроизвести с использованием цветового пространства CMYK. Например, это такие цвета как ярко-оранжевый или некоторые оттенки синего.
Модель HKS основывается на цветовом пространстве euroscale. Она следует указаниям стандарта ISO 12647:2 2002 и стандартам FOGRA (например, Fogra27L). Это означает, что цвета HKS доступны для всех типов бумаги стандарта 12647, а также упрощается печать красок в офсетной и общей цифровой печати.